# Чемпионат России по вольной борьбе 1992
Чемпионат России по вольной борьбе 1992 года проходил в Санкт-Петербурге.

## Медалисты
| Категория | Золото                           | Серебро                          | Бронза                          |
| --------- | -------------------------------- | -------------------------------- | ------------------------------- |
| До 48 кг  | Пётр Юмшанов Якутия              | Орлан Монгуш Тыва                | Юрий Партахеев Бурятия          |
| До 52 кг  | Султан Давудов Дагестан          | Герман Контоев Якутия            | Владимир Торговкин Якутия       |
| До 57 кг  | Багаутдин Умаханов Дагестан      | Виталий Гульчеев Северная Осетия | Артур Фёдоров Якутия            |
| До 62 кг  | Ниязбек Антуев Дагестан          | Газихан Азизов Волгоград         | Гаджи Рашидов Дагестан          |
| До 68 кг  | Гоча Макоев Северная Осетия      | Альберт Базаев Северная Осетия   | Абдулла Умаханов Дагестан       |
| До 74 кг  | Сайгид Катиновасов Дагестан      | Алан Мзоков Северная Осетия      | Альберт Богиев Северная Осетия  |
| До 82 кг  | Рустем Келехсаев Северная Осетия | Вячеслав Трофимов Чувашия        | Расул Катиновасов Дагестан      |
| До 90 кг  | Виталий Гизоев Северная Осетия   | Андрей Лыков Красноярск          | Алан Козаев Москва              |
| До 100 кг | Давуд Магомедов Дагестан         | Сергей Ковалевский ХМАО          | Юрий Мильдзихов Северная Осетия |
| До 130 кг | Георгий Кайсынов Северная Осетия | Андрей Шумилин Калининград       | Геннадий Жильцов Красноярск     |